# South Park: Snow Day!
South Park Snow Day! è un videogioco d'azione e di avventura sviluppato dalla Question LLC e pubblicato da THQ Nordic in associazione con South Park Digital Studios. Il gioco è basato sulla serie South Park e sui suoi 2 videogiochi Scontri Di-retti, Il bastone della verità.

## Trama
Eric Cartman torna a casa durante un'intensa bufera di neve, eccitato all'idea di un giorno libero da scuola, mentre sua madre, Liane, è scioccata dai danni e dalle vittime riportati al telegiornale. Di notte, Eric prega Dio per una giornata di neve e al mattino il telegiornale afferma che tutte le scuole della contea di Park saranno chiuse. Successivamente, esce giubilante e dice a tutti, compreso il Novellino, di uscire e giocare. Una volta che tutti hanno indossato i loro costumi fantasy, Cartman dice al Novellino che hanno stabilito nuove regole dopo che il Novellino è diventato troppo potente nelle ultime due volte, ma a causa di disaccordi, i bambini della città sono in guerra tra loro su quale versione di le regole sono le migliori. Cartman menziona anche come Clyde Donovan abbia informazioni su come gli elfi, guidati da Kyle Broflovski, stiano pianificando di attaccare Kupa Keep e dice a New Kid di indagare. Dopo che Kyle viene sconfitto, Cartman lo interroga al Forte Kupa sul motivo per cui stava pianificando l'attacco. Kyle nega e afferma che aveva intenzione di parlare con Stan Marsh, che sospetta essere responsabile della bufera di neve.
Cartman invia il Novellino nel territorio di Stan Marshwalker, ma Stan ha ottenuto una potente ascia in una missione e sconfigge immediatamente il Novellino. Ciò porta Cartman a insistere nel mettere il Novellino in una missione per trovare lo stesso potere di Stan. Dopo uno scontro con Kenny Mccormick, il New Kid incontra Jimbo Kern e Ned Gerblansky, che stanno cercando di respingere i cittadini alla disperata ricerca di cibo e carta igienica. Jimbo accetta di aiutare il novellino che deve trovare diversi oggetti desiderati dai cittadini. Alla fine, il New Kid è diventato abbastanza potente da combattere Stan e sconfiggerlo. Stan in seguito rivela a Kupa Keep di aver avuto accesso alla materia oscura dal signor Hankey, che si è vendicato dopo essere stato bandito dalla città a causa dei suoi tweet offensivi negli eventi di " The Problem with a Poo ".
Cartman, di fronte alla prospettiva della fine della bufera di neve, il che significa tornare a scuola, tradisce il New Kid e fa il lavaggio del cervello ai cittadini attraverso cioccolata calda infusa di materia oscura . Dopo essere stato sconfitto dal Novellino, Cartman decide di unirsi alla lotta contro il signor Hankey e si dirige con i ragazzi all'ospedale di Hell's Pass che il signor Hankey ha trasformato in una fortezza. Il signor Hankey si trasforma in un verme gigante chiamato Scheisse Hulud e combatte i ragazzi, ma alla fine viene sconfitto dai cannoni della carta igienica, ponendo fine alla bufera di neve. Mentre la neve si scioglie e Cartman riflette sulla necessità di tornare a scuola, Jesus arriva ed esprime disappunto nei confronti dei ragazzi per non aver perdonato il signor Hankey per i suoi tweet. I ragazzi vanno in bagno a casa di Kyle e si scusano con il signor Hankey per averlo abbandonato, cosa che lui li perdona subito. I ragazzi chiedono un altro giorno di neve e il signor Hankey accetta, mettendo la città in un'altra bufera di neve subito dopo.

## Modalità di gioco
Dopo aver iniziato e terminato il tutorial, il giocatore viene collocato in un piccolo mondo, in cui la popolazione risiede nella Fortezza Kupa nel cortile di Cartman. Il giocatore può interagire con personaggi ovvero: 
- 1. Cartman in cui vengono selezionate le missioni,
- 2. Mr. Hankey, che prende la materia oscura,come valuta per migliorare i vantaggi del giocatore,che può anche essere scambiata per soddisfare le preferenze del giocatore
- 3. Butters Stotch che tiene un registro delle carte trovate durante il gioco,
- 4. Tolkien Black che mantiene l'armeria dove il giocatore può selezionare armi e abilità
- 5. Tweek Tweak e Craig Tucker che mantengono il Bazaar, dove il giocatore può acquistare emote o vestiti e acconciature personalizzabili con il platino punti.

Una volta selezionata una missione, il giocatore deve selezionare una carta che può migliorare le abilità a seconda del proprio carico, così come una carta Bullshit, che darebbe ai giocatori maggiori vantaggi. Anche i nemici avranno carte impostate prima delle missioni. Le arene contengono più forzieri che possono contenere Cheesy Poofs per la guarigione e carta igienica che può essere utilizzata come valuta per aggiornare le carte, oltre a materia oscura che può migliorare i vantaggi dei giocatori quando i giocatori visitano Mr. Hankey a Kupa Keep. Jimmy Valmer verrà trovato dopo ogni sezione di combattimento e offrirà altre carte o potenziamenti alle carte preesistenti. Henrietta Biggle può anche essere trovata in luoghi attraverso le arene per dare ai giocatori carte dei Tarocchi che possono ricostituire carte Stronzate o distribuire valuta, tra le altre cose. Dopo aver completato la storia principale, Nichole Daniels informerà il giocatore dei Patti Infernali, dove potrà trovarla durante le missioni, e accetterà compiti difficili, che porteranno a ricompense se sopravvivono.

## Pubblicazione
Il gioco è stato pubblicato il 26 marzo 2024 sia in formato fisico (su console) che digitale. È stata resa disponibile anche un'edizione da collezione con una palla di neve, un portarotolo di carta igienica, una colonna sonora e altri bonus.